# Вовк Володимир Якович
Володимир Якович Вовк (нар. 1908, місто Катеринослав, тепер місто Дніпро Дніпропетровської області — ?) — український радянський партійний діяч, 1-й секретар Чернівецького обкому КП(б)У, прокурор Дніпропетровської області. Депутат Верховної Ради УРСР 2-го скликання.

## Біографія
Народився в родині службовця-конторника залізничної станції. Закінчив початкову школу. Трудову діяльність розпочав у 1920 році учнем слюсаря приватної майстерні в Катеринославі. Потім працював формувальником, кочегаром, начальником цеху Дніпропетровського металургійного заводу імені Комінтерну.
З 1930 року — в Червоній армії: червонофлотець Балтійського флоту. Навчався у машинній школі, був політичним працівником на крейсері «Аврора» в Ленінграді.
Член ВКП(б) з 1931 року.
Після служби на флоті, у 1934—1937 роках навчався у Всесоюзному комуністичному університеті імені Сталіна в Ленінграді.
У 1937—1938 роках — завідувач культурно-пропагандистського відділу Кіровського районного комітету КП(б)У міста Дніпропетровська; 1-й секретар Кіровського районного комітету КП(б)У міста Дніпропетровська.
У серпні 1938 — 1941 року — прокурор Дніпропетровської області.
На початку німецько-радянської війни евакуйований в східні райони СРСР. У 1941—1943 роках — завідувач промислового відділу Фрунзенського обласного комітету КП(б) Киргизії; виконувач обов'язків заступника прокурора Української РСР із спеціальних справ.
У 1943—1944 роках — прокурор Дніпропетровської області.
З березня по серпень 1944 року працював 3-м секретарем Дніпропетровського обласного комітету КП(б)У.
У серпні 1944 — 14 листопада 1946 року — 2-й секретар Чернівецького обласного комітету КП(б)У.
14 листопада 1946 — січні 1948 року — 1-й секретар Чернівецького обласного комітету КП(б)У.
З травня 1948 року — заступник міністра державного контролю Української РСР.

## Нагороди
- орден Трудового Червоного Прапора (23.01.1948)
- ордени
- медалі